# Stazione di San Leonardo (Calangianus)
La stazione di San Leonardo, già stazione di San Linaldo, è una fermata della ferrovia Sassari-Tempio-Palau situata nell'omonima frazione ai piedi del monte Muddetru, nel territorio comunale di Calangianus. In seguito alla cessazione del servizio viaggiatori lungo la linea dal 1997 viene utilizzata esclusivamente nell'ambito turistico-naturalistico del Trenino Verde.

## Storia
La nascita della fermata di San Leonardo è inquadrata nel contesto della realizzazione tra gli anni venti e trenta del Novecento di una tratta ferroviaria concepita con l'intento di superare l'isolamento a cui diversi centri della Gallura e dell'Anglona erano costretti in quanto privi di adeguati collegamenti sia con il capoluogo sassarese che con i principali scali marittimi del nord-Sardegna.

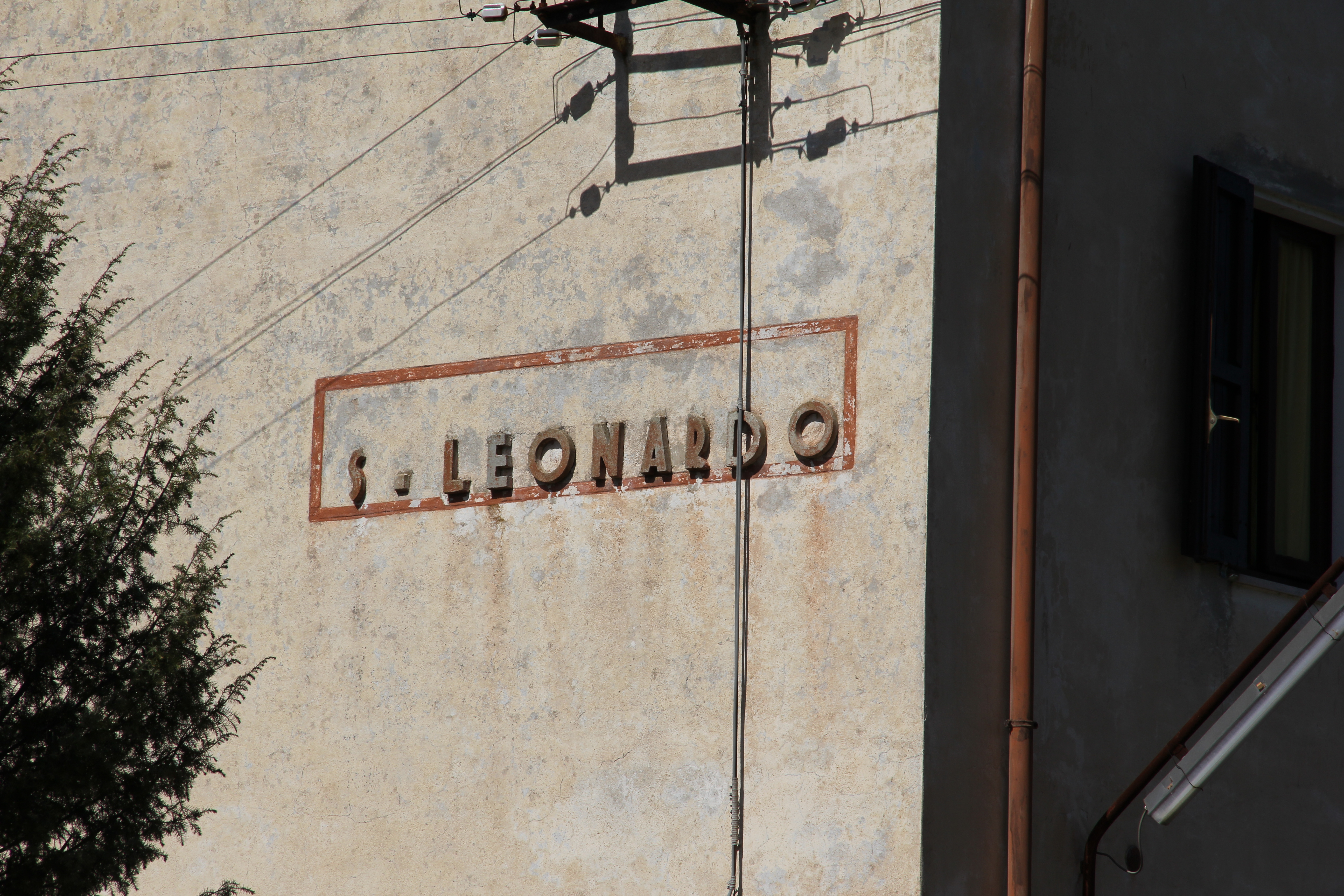
La fermata prese il nome San Leonardo nel dopoguerra

Venne dunque realizzata la Sassari-Tempio-Palau, linea ferroviaria a scartamento ridotto da 950 mm, progettata ed eseguita a cura della società Ferrovie Settentrionali Sarde ed inaugurata nel tratto Luras-Palau il 18 gennaio 1932, insieme alla fermata, denominata in origine San Linaldo (italianizzazione del gallurese Santu Linaldu), nome che diventerà San Leonardo nel secondo dopoguerra. Già un anno dopo l'inaugurazione la gestione di fermata e ferrovia passò alla neonata Strade Ferrate Sarde, alla quale nel 1989 subentrò la gestione governativa delle Ferrovie della Sardegna.
Sotto questa proprietà la fermata perse importanza per via della riorganizzazione del sistema dei trasporti pubblici in Sardegna che portò oltretutto alla chiusura al traffico ordinario della tratta Nulvi-Palau e conseguentemente alla soppressione del servizio viaggiatori nello scalo dal 16 giugno 1997 con l'eccezione delle attività turistiche del Trenino Verde. Dal 2010 l'impianto è gestito dall'ARST, subentrato come gestore unico della linea alle FdS.

## Strutture e impianti

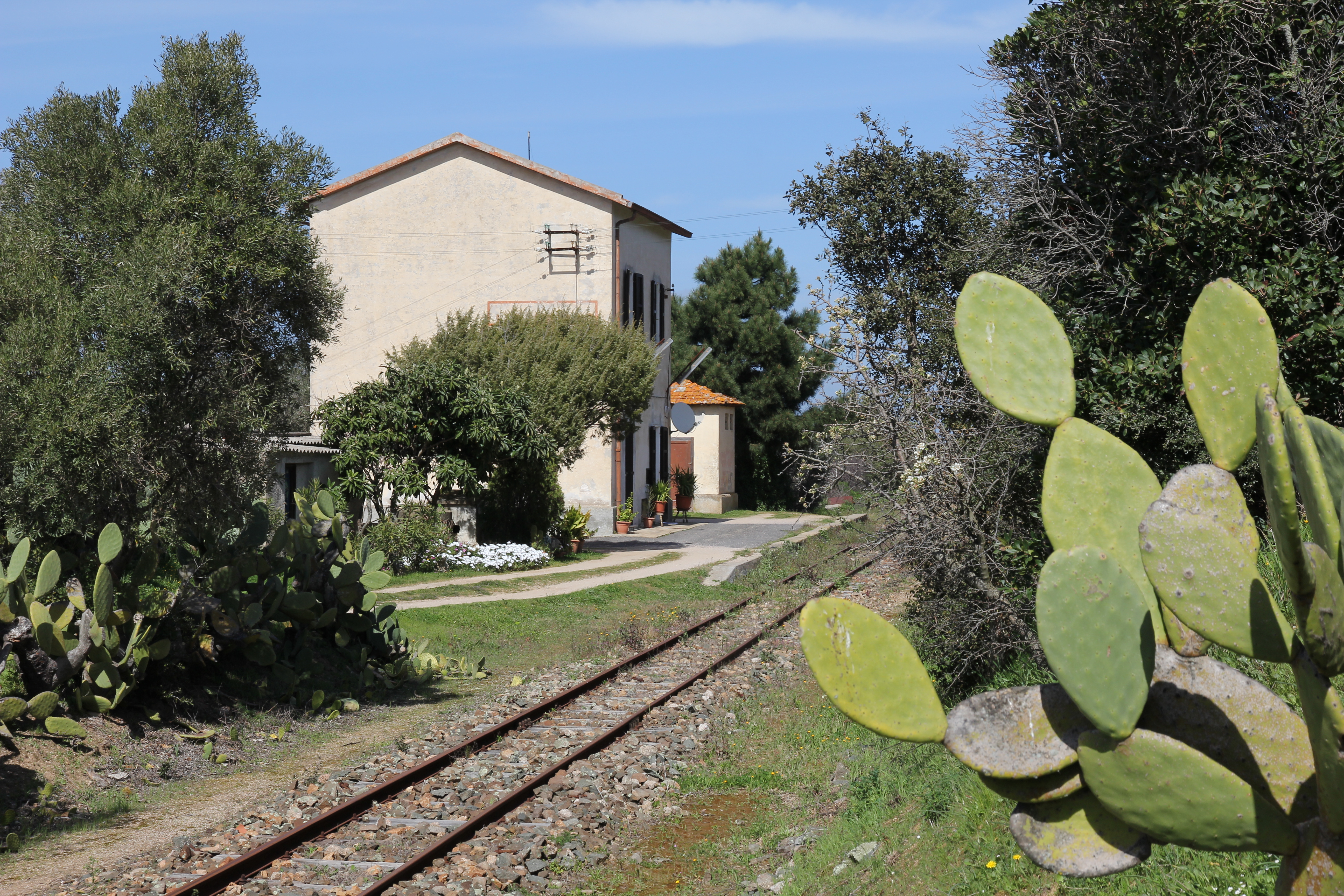
Lo scalo visto in direzione Palau

La fermata è ubicata in aperta campagna nell'omonima località (in gallurese Santu Linaldu) e vi si accede tramite una breve stradina inasfaltata che si distacca dalla strada provinciale n°38. Posta ad un'altezza di 258 metri sul livello del mare dista 111 km da Sassari e 39,1 da Palau Marina. 
Data la caratteristica di fermata passante su linea a binario unico, l'impianto è dotato del singolo binario di corsa, a scartamento da 950 mm, e comprende inoltre il fabbricato viaggiatori, edificio a due piani dotato di altrettanti ingressi ed in buon stato di conservazione, le ritirate e un piccolo magazzino di servizio. 

## Movimento
Sino al giugno 1997, quando il tratto tra Nulvi e Palau della ferrovia venne chiuso al trasporto pubblico, lo scalo era servito dai treni regionali delle diverse concessionarie delle linee a scartamento ridotto del nord Sardegna, ultima delle quali la Ferrovie della Sardegna. Dopo di allora la fermata di San Leonardo è stata interessata esclusivamente dal traffico turistico dei convogli del Trenino Verde, sia quelli pianificati dall'azienda per il periodo estivo e aventi ordinariamente una frequenza di due corse alla settimana, che quelli viaggianti a richiesta delle agenzie turistiche.

## Servizi

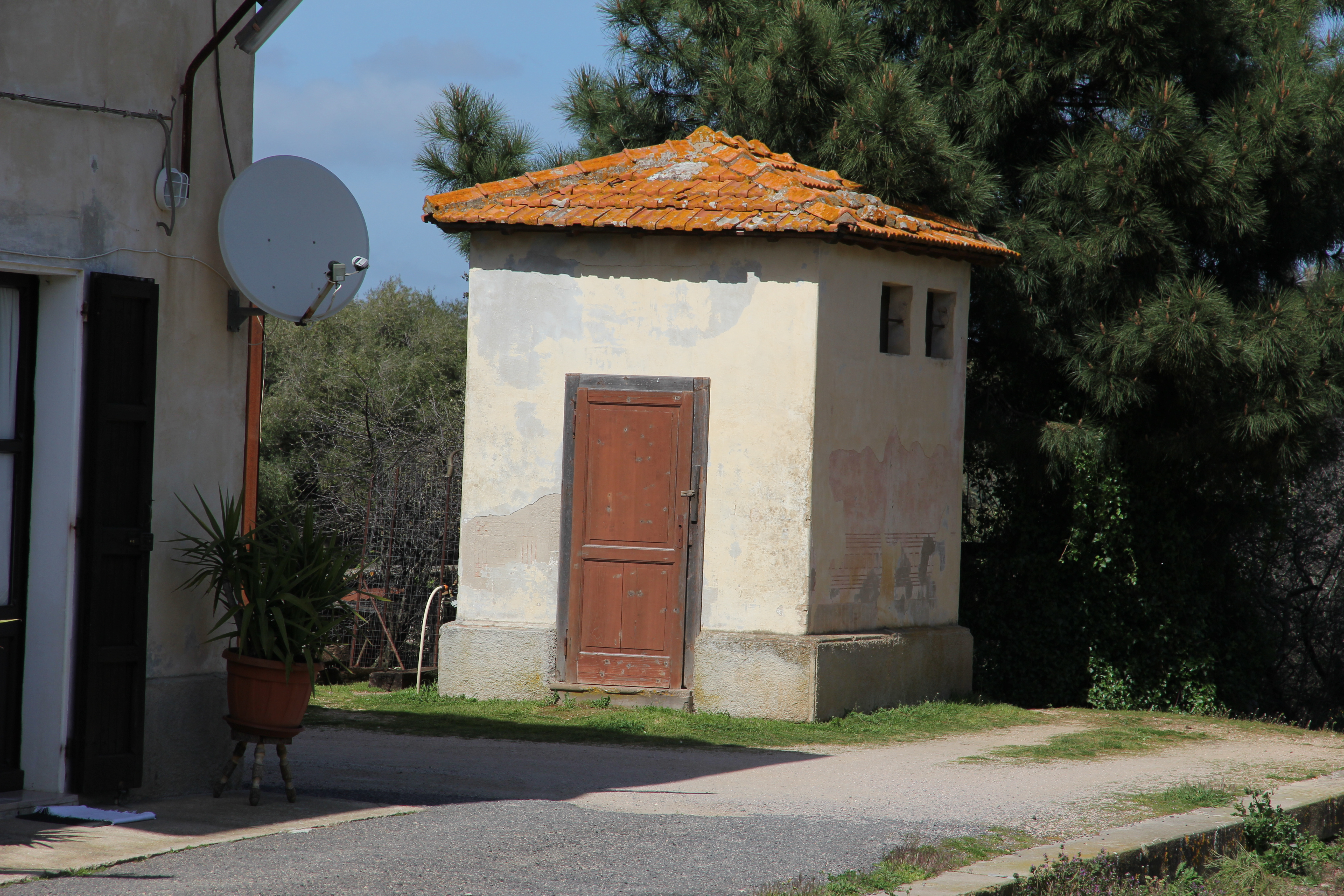
L'edificio dei servizi igienici

La fermata è dotata di servizi igienici e di una sala d'attesa, normalmente inaccessibili all'utenza.
- Sala d'attesa
- Servizi igienici

## Interscambi
In prossimità della stradina d'accesso allo scalo è presente una fermata dei bus delle autolinee interurbane dell'ARST.
- Fermata autobus